# اندیس شاکین
شاکین یک اندیس فلزی است که در حوالی شهر آوج استان قزوین قرار دارد و مادهٔ معدنی موجود در آن، نقره است.  